# Andrenosoma corallium
Andrenosoma corallium är en tvåvingeart som beskrevs av Martin 1966. Andrenosoma corallium ingår i släktet Andrenosoma och familjen rovflugor. Inga underarter finns listade i Catalogue of Life.